# بوكا ديل ريو (بلدة)
بوكا ديل ريو (بالإسبانية: Boca del Río) هي بلدة ساحلية تقع على الطرف الغربي من جزيرة مارغريتا، ضمن ولاية نويفا إسبارتا في فنزويلا، وهي المركز الإداري لبلدية شبه جزيرة ماكاناو (Municipio Península de Macanao).

## الجغرافيا
تقع البلدة في منطقة ضيقة من شبه جزيرة ماكاناو، وهي شبه جزيرة جبلية وشبه قاحلة تشكل الجزء الغربي من جزيرة مارغريتا. تحيط بها المياه من جهات عدة، حيث يحدها من الشمال البحر الكاريبي ومن الجنوب خليج بوكا ديل ريو، ويُعتبر موقعها مثاليًا لممارسة الصيد والنقل البحري المحلي.

## التاريخ
تعود جذور الاستيطان في بوكا ديل ريو إلى فترات ما قبل الاستعمار الإسباني، حيث كانت المنطقة مأهولة من قبل مجتمعات السكان الأصليين، لا سيما قبائل الوايو. بعد وصول الإسبان، أصبحت البلدة نقطة استراتيجية بسبب موقعها البحري على أحد الممرات نحو البر الفنزويلي. كما لعبت دورًا محليًا في تجارة الملح والأسماك خلال القرن التاسع عشر.

## الاقتصاد
يعتمد اقتصاد البلدة بشكل رئيسي على الصيد البحري التقليدي، وخاصة صيد الأسماك والقشريات، ويُعدّ أحد الموارد الأساسية لسكانها. كما تنتشر فيها بعض الصناعات الصغيرة المتعلقة بتجهيز الأسماك والمأكولات البحرية. وهناك جهود محدودة لتطوير السياحة البيئية فيها بسبب جمالها الطبيعي وهدوئها، إلا أن البنية التحتية السياحية لا تزال محدودة مقارنة بالمناطق الشرقية من الجزيرة.

## السكان والثقافة
يبلغ عدد سكان البلدة حوالي 6,000 نسمة بحسب التقديرات الأخيرة لعام 2023. ويتميز سكانها بثقافتهم التقليدية المرتبطة بالبحر، حيث تنتشر مظاهر الفولكلور المحلي في المناسبات مثل "عيد القديس بطرس"، الذي يُحتفل به بموكب بحري وقوارب مزينة، وهو أحد أبرز الأحداث السنوية في البلدة.

## النقل
ترتبط بوكا ديل ريو ببلدات الجزيرة الأخرى عبر طريق ساحلي يمر عبر سان فرانسيسكو دي ماكاناو، ويتصل بشبكة الطرق الرئيسية المؤدية إلى لا أسونسيون وبويرتو لا كروز من خلال الطرق البحرية. كما توجد محطات قوارب صغيرة تُستخدم لنقل البضائع والركاب محليًا.